# Daniil Jurjewitsch Apalkow
Daniil Jurjewitsch Apalkow (russisch Даниил Юрьевич Апальков; * 1. Januar 1992 in Magnitogorsk) ist ein russischer Eishockeyspieler, der seit Mai 2020 beim HK Sotschi in der Wysschaja Hockey-Liga unter Vertrag steht. 

## Karriere
Daniil Apalkow begann seine Karriere als Eishockeyspieler in seiner Heimatstadt in der Nachwuchsabteilung des HK Metallurg Magnitogorsk, für dessen zweite Mannschaft er von 2007 bis 2009 in der drittklassigen Perwaja Liga aktiv war. In der Saison 2009/10 gab der Verteidiger sein Debüt für die Juniorenmannschaft des Vereins, Stalnyje Lissy Magnitogorsk, in der neu gegründeten multinationalen Nachwuchsliga Molodjoschnaja Chokkeinaja Liga, in der er auf Anhieb mit seiner Mannschaft den Charlamow-Pokal gewann. Zu diesem Erfolg trug er mit 40 Scorerpunkten, davon 21 Tore, in insgesamt 50 Spielen bei. In der Saison 2010/11 kam er zudem zu seinem Debüt für die Profimannschaft von Metallurg in der Kontinentalen Hockey-Liga, blieb jedoch bei seinen acht Einsätzen punktlos und erhielt zwei Strafminuten, während er parallel weiterhin in der MHL-Mannschaft spielte. 
Auch die Saison 2011/12 begann Apalkow zunächst in der MHL-Mannschaft Stalnyje Lissy Magnitogorsk, bei der er als Mannschaftskapitän fungierte, wechselte jedoch im weiteren Saisonverlauf zu Lokomotive Jaroslawl, das nach dem Flugzeugabsturz bei Jaroslawl in der zweitklassigen Wysschaja Hockey-Liga einen Neuanfang startete. Zudem kam er zu einigen Einsätzen für das MHL-Team Loko Jaroslawl.
In den folgenden Jahren entwickelte er sich zu einem Leistungsträger und Führungsspieler innerhalb des Teams, agierte zeitweise als Assistenzkapitän und erhielt regelmäßig Vertragsverlängerungen. Während der Saison 2019/20 wechselte er zum HK Dynamo Moskau und im Mai weiter zum HK Sotschi.

### International
Für Russland nahm Apalkow an der U18-Junioren-Weltmeisterschaft 2010 sowie der U20-Junioren-Weltmeisterschaft 2012 teil. Bei der U20-WM 2012 gewann er mit seiner Mannschaft die Silbermedaille.  

## Erfolge und Auszeichnungen
- 2010 Charlamow-Pokal-Gewinn mit Stalnyje Lissy Magnitogorsk
- 2012 Silbermedaille bei der U20-Junioren-Weltmeisterschaft
- 2012 KHL-Rookie des Monats September

## KHL-Statistik
(Stand: Ende der Saison 2018/19)